# Invaders Must Die
Invaders Must Die är ett musikalbum från 2009 av gruppen The Prodigy. Det är gruppens femte studioalbum och släpptes den 23 februari 2009 på gruppens eget, nystartade skivbolag Take Me to the Hospital.
Albumet gick upp på första plats på UK Albums Chart den 1 mars.

## Låtlista
1. Invaders Must Die (4.55)
2. Omen (3.36)
3. Thunder (4.08)
4. Colours (3.27)
5. Take Me to the Hospital (3.39)
6. Warrior's Dance (5.12)
7. Run with the Wolves (4.24)
8. Omen Reprise (2.14)
9. World's on Fire (4.50)
10. Piranha (4.05)
11. Stand Up (5.35)
12. Black Smoke (3:26) (dolt spår)
13. Fighter Beat (3:33) (dolt spår)